# Anomalon extenuator
Anomalon extenuator är en stekelart som först beskrevs av Fabricius 1804.  Anomalon extenuator ingår i släktet Anomalon och familjen brokparasitsteklar. Inga underarter finns listade i Catalogue of Life.